# Koen Meulenaere
Koen Meulenaere (Wilrijk, 24 juli 1957) is een Vlaams journalist en columnist.

## Biografie

### Journalist
Na zijn middelbare opleiding aan het Sint-Lievenscollege (Antwerpen), behaalde Meulenaere in 1979 zijn licentiaatsdiploma politieke en sociale wetenschappen na studies aan Ufsia en de Katholieke Universiteit Leuven.
Meulenaere begon zijn carrière in 1978 als losse medewerker op de sportredactie van Het Nieuwsblad. In 1980 ging hij aan de slag bij Sport Magazine, terwijl hij ook freelance voor de toenmalige BRT-radio ging werken. Van 1984 tot 1991 was Meulenaere in vaste dienst bij de radio, ondertussen schreef hij ook voor Humo. In 1991 begon zijn carrière bij Knack, Hij was nadien tevens een jaar hoofdredacteur van Voetbal Magazine en werkte periodiek voor de sportredactie van VTM, Belgacom TV en Sport/Voetbalmagazine.
Daarnaast was hij ook te gast in het Radio 1-programma De Rechtvaardige Rechters (1998-1999).

### Kwaad Bloed
Meulenaere begon in augustus 1991 met zijn satirische column Kwaad Bloed in het weekblad Knack. Een aantal bekende personen uit media en politiek dook vaak op in zijn verhalen die feit en fictie vermengden, onder andere schrijfster Kristien Hemmerechts, journaliste Phara de Aguirre, politici zoals Johan Vande Lanotte, Johan Van Hecke en diens tweede vrouw Els De Temmerman. Met Van Hecke kwam het in 2002 tot een hoogoplopende polemiek. Meulenaeres rubriek kwam even in het oog van de storm toen hij in augustus 2005 gewag maakte van de buitenechtelijke relatie tussen minister Patrick Dewael en journaliste Greet Op de Beeck. Intern werd Marc Reynebeau ('de chef boeken') vaak opgevoerd.
Kort daarop (eind september 2005) stopte hij met Kwaad Bloed, wat geruchten in het leven riep dat hem schrijfverbod was opgelegd. Koen Meulenaere en toenmalig Knack-hoofdredacteur Rik Van Cauwelaert ontkenden dit echter.

### Bladspiegel
Vanaf december 2005 schreef Meulenaere op dezelfde plaats in Knack de column Bladspiegel, eveneens een satire met gelijkaardige motieven en personen. Ook hier zorgde hij voor een controverse door herhaaldelijk te suggereren dat minister Freya Van den Bossche haar licentiaatsscriptie niet zelf had geschreven. Toen Knack op 14 juni 2006 de volledige scriptie op haar website plaatste en ook de redactiedirecteur van het blad in andere media twijfels over de auteur ervan uitte, diende Freya van den Bossche bij de rechtbank klacht in wegens laster en eerroof. Kort daarna, op 17 juni, werd de scriptie en de bijbehorende weblog weer verwijderd.
Onder de regelmatig op de korrel genomen bekende Vlamingen bevonden zich, naast de hierboven geciteerden, ook: Guy Verhofstadt, Karel de Gucht en zijn echtgenote Mireille Schreurs, politierechter Peter D’Hondt (Dendermonde), Patrik Vankrunkelsven, Louis Tobback, Siegfried Bracke, Peter Vandermeersch, Yves Desmet, advocaat Walter Van Steenbrugge, verschillende journalisten van de VRT-nieuwsdienst, enz.
Elk jaar reikte hij de Trofee Louis Tobback uit, voor de beste oneliner van het jaar.

### De Tijd
De wegen van Meulenaere en het weekblad Knack scheidden in oktober 2012, na een conflict over de aanstelling van de nieuwe hoofdredacteur Jörgen Oosterwaal. Koen Meulenaere trok daarop naar het Vlaamse dagblad De Tijd. Zijn intrede bij De Tijd deed hij met een serie columns genaamd "Kaaiman", een dagelijkse karikatuur van de werkelijkheid. Omdat "een kaaiman door de wat aparte structuur van handen en voeten niet kan tekenen, schrijft hij zijn spotprent in woorden".
Tot 30 mei 2020 werkte Meulenaere voor De Tijd, waarna hij met pensioen ging.
Tot aan de verkiezingen van 9 juni 2024 fileerde hij elke dag de actualiteit, in de rubriek 'Kaaiman kiest keurig'.

## Publicaties
- De wonderbare wereld van de verslaggever. Brussel: BRT, 1989.
- (voor Rudolf Vanmoerkerke) Hoe ik basket zie: door Mister V. Opgetekend door Koen Meulenaere. Roeselare: Roularta, 2003.
- Het jaar van de Kaaiman, de 50 kwaadste columns van Koen Meulenaere. Brussel: Mediafin, 2013.
- Het jaar van de Kaaiman 2014, de 50 kwaadste columns van Koen Meulenaere. Brussel: Mediafin, 2014.
- Het jaar van de Kaaiman 2015, de 50 kwaadste columns van Koen Meulenaere. Brussel: Mediafin, 2015.
- Het jaar van de Kaaiman 2016, de 50 kwaadste columns van Koen Meulenaere. Brussel: Mediafin, 2016.
- Het jaar van de Kaaiman 2017, de 50 kwaadste columns van Koen Meulenaere. Brussel: Mediafin, 2017.
- Het jaar van de Kaaiman 2018, de 50 kwaadste columns van Koen Meulenaere. Brussel: Mediafin, 2018.
- Het jaar van de Kaaiman 2019, de 50 kwaadste columns van Koen Meulenaere. Brussel: Mediafin, 2019.